# Agência de Notícias Fars
A Agência de Notícias Fars é uma agência de notícias semi-oficial do Irã(pt-BR) ou Irão(pt-PT?). Embora ela se descreva como "a principal agência de notícias independente do Irã", organizações jornalísticas como a CNN, e a Reuters, a descrevem como "semi-oficial", apontando ligações com o governo. O Wall Street Journal afirmou que a agência tem afiliações com a Guarda Revolucionária.
Seu diretor-administrativo, Saeid Noubari, é ex-diretor de relações públicas do Departamento de Justiça de Teerã. O editor-administrativo da agência, Mehdi Fazaeli, também é porta-voz do ramo iraniano da Associação de Jornalistas Muçulmanos.
Além do persa, a ANF também transmite notícias em inglês, turco e árabe.
Ao contrário da maior parte das organizações de notícias ocidentais, e mesmo da Al-Jazira, a Fars não tem qualquer tipo de publicidade em seu site.